# 麻吹淳子
麻吹 淳子（まぶき じゅんこ、1955年2月22日 - ）は日本の元女優、モデル。活動期間は1978年から1981年と短かった。芸名の苗字は「あさぶき」ではなく「まぶき」と読む。

## 来歴
大分県別府市出身。東大阪女子短期大学・児童学科卒業。モデルとしてスカウトされ、タレント活動をスタート。榊淳の芸名で、東映京都撮影所の一般映画冬の華(1978）の端役で映画デビューした。ヌードグラビア・モデル、深夜放送ラジオに出演するなどしていたが、1979年、にっかつロマンポルノ新人女優コンテストに応募、3位に入賞。
『宇能鴻一郎のあつく湿って』（1979年）でにっかつ初出演。『快楽昇天風呂』（1979年）から芸名を麻吹淳子に改めて、助演を務めた『昭和エロチカ 薔薇の貴婦人』（1980年）での肉感的な体と責められ役が評判を呼び、『白衣縄地獄』（1980年）で念願の初主演を果たす。
マスコミへのお披露目記者会見では、原作者・団鬼六の出席のもと、集まったマスコミ陣の前にトップレス、黒パンティ一枚の姿で登場し、前代未聞の緊縛ショーのパフォーマンスが行われ話題を呼んだ。
映画の中で鞭、ローソク、縛りなどといったハードな責めをこなし、前年に引退した谷ナオミの後を継いで2代目SMの女王となった。
当時B89・W63・90cmのスタイルも人気となり、映画のほか雑誌のヌードグラビアや深夜のテレビ番組への出演、さらに大学の学園祭では学生に自らの裸体を「縛らせて」みせたりもした。また、『団鬼六　薔薇地獄』（1980年）の主題歌「ふて節」（日本ビクター）でレコード・デビューし、この曲を含むエロティックな語りとドラマで構成されたアルバム『愛の奴隷』（1980年）をカセットテープのみでリリースした。
1981年には『団鬼六　OL縄地獄』に主演した。彼女は映画で、看護婦、歌手、秘書、銀行OL、女教師、女美容師などを演じ、和服のイメージの谷ナオミとは違って、洋装の現代的な女性がSM趣味に目覚めるさまを演じきった。
社会背景としては、1980年代になると女性の社会進出が著しく、日活のSM映画では高飛車な女性に男性が辱めが加えられる描写が見られた。マゾヒスト役のイメージが強いが、『ズームアップ ビニール本の女』（1981年）では男性を監禁する女性に扮し、『愛欲生活　夜よ濡らして』（1981年）では、同性を責めるレズショーの女性を演じた。
麻吹淳子は『団鬼六 女美容師縄飼育』（1981年）を最後に引退した。活動期間が数年だったのは、身体を壊したためという説もあるが、真偽のほどは定かではない。

## フィルモグラフィ

### 映画
- 冬の華 （東映京都、1978）*榊淳名義
- 日本の首領　完結篇 （東映京都、1978）*榊淳名義
- 総長の首 （東映京都、1979）*榊淳名義
- その後の仁義なき戦い （東映京都、1979）*榊淳名義
- 宇能鴻一郎のあつく湿って （にっかつ、1979）*榊淳名義、非SMもの
- 快楽昇天風呂 （にっかつ、1979）*非SMもの
- 昭和エロチカ 薔薇の貴婦人 （にっかつ、1980）
- 宇能鴻一郎のホテルメイド日記（にっかつ、1980）*非SMもの
- 団鬼六 白衣縄地獄 （にっかつ、1980）*初主演
- 若後家海女 うずく （にっかつ、1980）*非SMもの
- 団鬼六 縄炎夫人 （にっかつ、1980）
- 団鬼六 薔薇地獄 （にっかつ、1980）
- 団鬼六 OL縄奴隷（にっかつ、1981）
- ズームアップ ビニール本の女 （にっかつ、1981）*非SMもの
- 団鬼六 女秘書縄調教 （にっかつ、1981）
- 好色花でんしゃ （ピンクリボン賞映画製作実行委員会、にっかつ配給、1981）*非SMもの
- 愛欲生活 夜よ、濡らして（にっかつ、1981）*非SMもの
- 団鬼六 女教師縄地獄 （にっかつ、1981）
- 団鬼六 女美容師縄飼育（にっかつ、1981）
- 団鬼六監修 SM大全集 （にっかつ、1984）*「引退後に製作されたアンソロジー」

### テレビ
- 風神の門　第10回「大殺陣」（NHK 1980年） - 女中（くノ一 ）役
- 御宿かわせみ 第1話「水郷から来た女」（NHK、1980年10月8日）
- 悪党狩り 第10話「赦免花の女」（12ch、1980年12月10日） - おちか

## ディスコグラフィ/レコード
- ふて節 C/W 理由（わけ）もなく EP（1980年　日本ビクター）
- 愛の奴隷　カセットテープ（1980年　日本ビクター）*2008年にCD発売